# Campionato Italiano Football Americano Femminile 2017
La stagione 2017 del Campionato CIFAF, è la 5ª edizione del campionato di Football Americano femminile organizzato sotto l'egida della FIDAF.
Il torneo inizierà il 22 aprile 2017, e terminerà il 7 luglio 2017 con la disputa del V Rose Bowl Italia allo Stadio Romeo Menti di Vicenza.
Al campionato partecipano 4 squadre.
La squadra vincitrice del campionato è il One Team che ha superato in finale la squadra di Bologna, le Underdogs.

## Squadre partecipanti
| Club              | Città         | Stadio                  | Sponsor ufficiale | Risultato nella stagione 2016 |
| ----------------- | ------------- | ----------------------- | ----------------- | ----------------------------- |
| Le Marines Lazio  | Roma          | Stadio Tre Fontane      | Cottorella        |                               |
| Underdogs Bologna | Bologna       | Stadio Giorgio Bernardi |                   |                               |
| One Team Verona   | Verona/Milano |                         |                   |                               |
| Sealights Savona  | Savona        |                         |                   |                               |

## Calendario

### Stagione regolare

#### 1ª giornata
| Bologna 22 aprile 2017, ore 21:00 CEST | Underdogs Bologna | 42 – 7 (14-0 13-0 0-7 15-0) referto | Le Marines Lazio | C.S. Bernardi (100 spett.)\| Arbitro: \| M. Americi \| |
| Arbitro:                               | M. Americi        |                                     |                  |                                                        |

| Albisola Superiore 23 aprile 2017, ore 12:30 CEST | Sealights Savona | 0 – 40 (0-21 0-13 0-6 0-0) referto | One Team Verona | C.S. Luigi Pomina (90 spett.)\| Arbitro: \| A. Maghini \| |
| Arbitro:                                          | A. Maghini       |                                    |                 |                                                           |

#### 2ª giornata
| Ferrara 7 maggio 2017, ore 15:00 CEST | Underdogs Bologna | 7 – 19 | One Team Verona | Mike Wyatt Field |

| Roma 7 maggio 2017, ore 15:30 CEST | Le Marines Lazio | 61 – 25 | Sealights Savona | G.S. Polizia Municipale |

#### 3ª giornata
| Bologna 20 maggio 2017, ore 15:30 CEST | Underdogs Bologna | 42 – 0 | Sealights Savona | C.S. Bernardi |

| Verona 20 maggio 2017, ore 20:30 CEST | One Team Verona | 32 – 13 | Le Marines Lazio | Centro Sportivo "M. Gavagnin" |

#### 4ª giornata
| Roma 4 giugno 2017, ore 13:30 CEST | Le Marines Lazio | 0 – 48 (0-14 0-13 0-7 0-14) | Underdogs Bologna | Stadio Tre Fontane |

| Pero 4 giugno 2017, ore 16:00 CEST | One Team Verona | 66 – 0 (13-0 26-0 20-0 7-0) | Sealights Savona | Stadio Comunale Gianni Brera |

#### 5ª giornata
| Verona 18 giugno 2017, ore 15:00 CEST | One Team Verona | 0 – 7 | Underdogs Bologna | Centro Sportivo "M. Gavagnin" |

#### 6ª giornata
| 24 giugno 2017 | Le Marines Lazio | 0 – 8 (a tavolino) | One Team Verona |  |

| Albisola Superiore 24 giugno 2017, ore 17:00 CEST | Sealights Savona | 0 – 38 | Underdogs Bologna | Campo Sportivo Luceto |

#### Recuperi
| Albisola Superiore 2 luglio 2017, ore 16:30 CEST | Sealights Savona | 13 – 6 | Le Marines Lazio | Campo Sportivo Luceto |

### Classifica
La classifica della regular season è la seguente:
- PCT = percentuale di vittorie, G = partite giocate, V = partite vinte, P = partite perse, PF = punti fatti, PS = punti subiti
- La qualificazione alla finale è indicata in verde

| Pos. | Team              | %V   | G | V | P | PF  | PS  |
| ---- | ----------------- | ---- | - | - | - | --- | --- |
| 1    | Underdogs Bologna | .833 | 6 | 5 | 1 | 184 | 26  |
| 2    | One Team Verona   | .833 | 6 | 5 | 1 | 165 | 27  |
| 3    | Le Marines Lazio  | .167 | 6 | 1 | 5 | 87  | 168 |
| 4    | Sealights Savona  | .167 | 6 | 1 | 5 | 38  | 253 |

### V Rose Bowl Italia
| Vicenza 7 luglio 2017, ore 18:00 CEST | Underdogs Bologna | 14 – 34 | One Team Verona | Stadio Romeo Menti |

## Verdetti
- One Team Verona Vincitrici del Rose Bowl Italia 2017